# Vouge (arma)
El glavi o el vouge (en francès) és una alabarda primitiva de l'època medieval apareguda a Alemanya i a Suïssa a la fi del segle XIII. A Espanya destrien archa i guja simplement perquè el primer terme designa un glavi amb una punta de llança ampla i més gran. Així, la versió més simple de ferro més dret —fins triangular— d'un sol fil i sense petos seria pel mot archa, i la guja per a fulles enastades de particularitats concretes.
Utilitzat pels soldats d'infanteria, és com moltes armes d'asta descendent d'una eina agrícola. Per raó de la seva eficàcia al combat, el glavi donarà naixement a l'alabarda clàssica, arma desenvolupada específicament per a l'ús militar, amb l'afegiment d'un bec de corbin.

## Descripció
El glavi és constituït per una fulla ampla en forma de trinxant muntada sobre una asta d'aproximadament 2 metres. S'hi afegeix de vegades un croc del costat oposat a la fulla, la qual cosa permet d'utilitzar-la de talla com una destral pesant, d'estoc gràcies a la seva punta i d'arrapar l'adversari amb el croc d'acer.
Aquesta arma era concebuda per a atènyer els cavallers i tallar les cames dels cavalls, i fins i tot tallar les corretges de cuir a les juntures de les cuirasses. El glavi era utilitzat pels vougiers, homes d'armes que es posaven en línies, a dos metres l'un de l'altre, en 2 o 3 fileres,l'objectiu dels quals era de trencar les càrregues de cavalleria. Encara que aquest no sigui el seu objectiu primer, els vougiers podien, si l'ocasió es presentava, ser utilitzats contra la infanteria, si mai aquesta efectuava una càrrega.
L'evolució del vouge suís és a l'origen de l'alabarda.